# Бишайм (Нижний Рейн)
Биша́йм (фр. Bischheim [biʃaɪm]) — коммуна на северо-востоке Франции в регионе Гранд-Эст (бывший Эльзас — Шампань — Арденны — Лотарингия), департамент Нижний Рейн, округ Страсбур, кантон Шильтигайм. До марта 2015 года коммуна являлась административным центром упразднённого кантона Бишайм (округ Страсбур-Кампань).
Площадь коммуны — 4,41 км², население — 17 827 человек (2006) с тенденцией к стабилизации: 17 432 человека (2013), плотность населения — 3952,8 чел/км².

## Население
Население коммуны в 2011 году составляло 17 570 человек, в 2012 году — 17 491 человек, а в 2013-м — 17 432 человека.
| 1962  | 1968  | 1975  | 1982  | 1990  | 1999  | 2006  | 2008  | 2011  | 2012  | 2013  |
| ----- | ----- | ----- | ----- | ----- | ----- | ----- | ----- | ----- | ----- | ----- |
| 12355 | 14383 | 14985 | 16215 | 16308 | 16763 | 17827 | 17692 | 17570 | 17491 | 17432 |

Динамика населения:

## Экономика
В 2010 году из 11848 человек трудоспособного возраста (от 15 до 64 лет) 8693 были экономически активными, 3155 — неактивными (показатель активности 73,4 %, в 1999 году — 72,1 %). Из 8693 активных трудоспособных жителей работали 7368 человек (3699 мужчин и 3669 женщин), 1325 числились безработными (649 мужчин и 676 женщин). Среди 3155 трудоспособных неактивных граждан 987 были учениками либо студентами, 901 — пенсионерами, а ещё 1267 — были неактивны в силу других причин.

## Достопримечательности (фотогалерея)

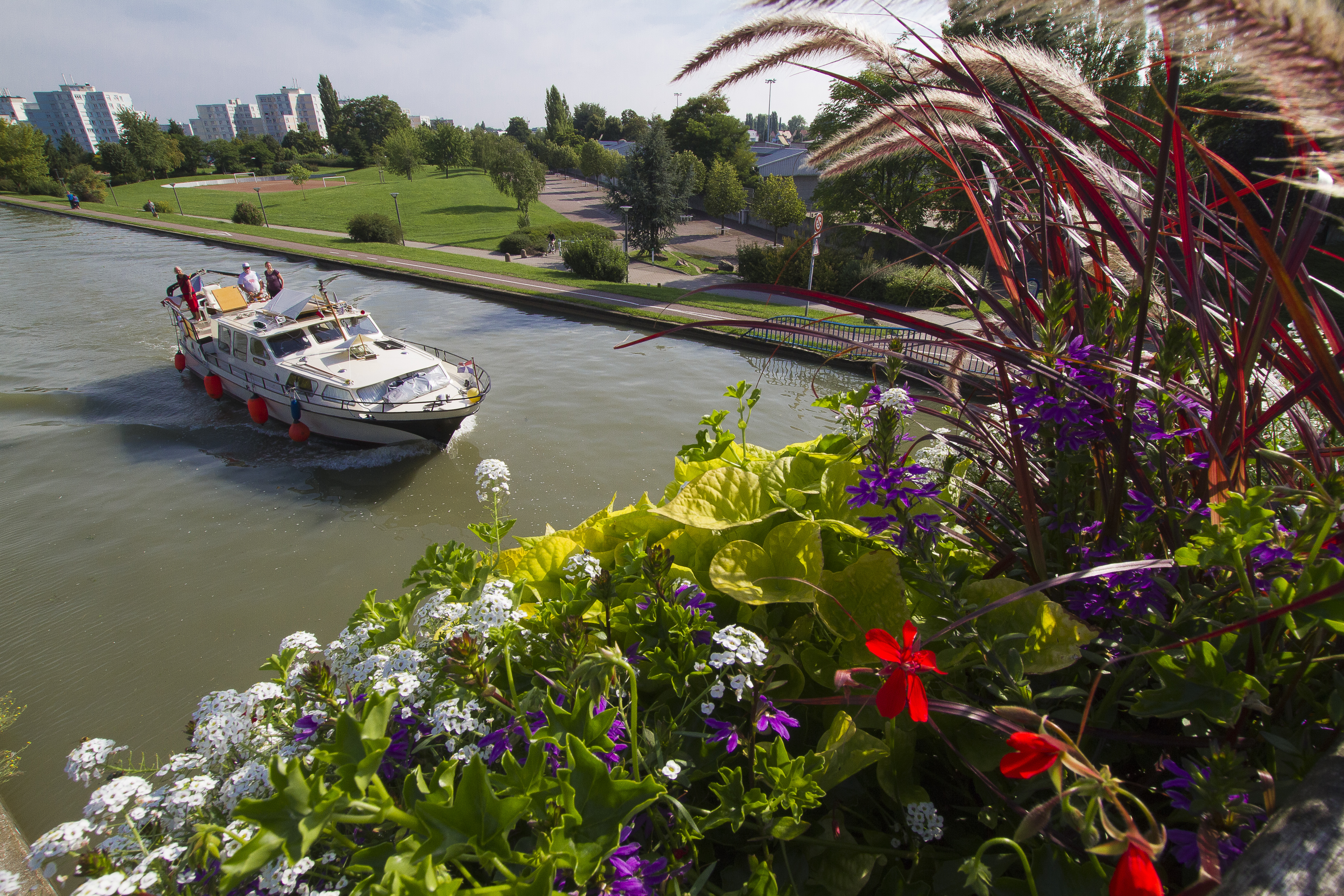
Канал Марна — Рейн
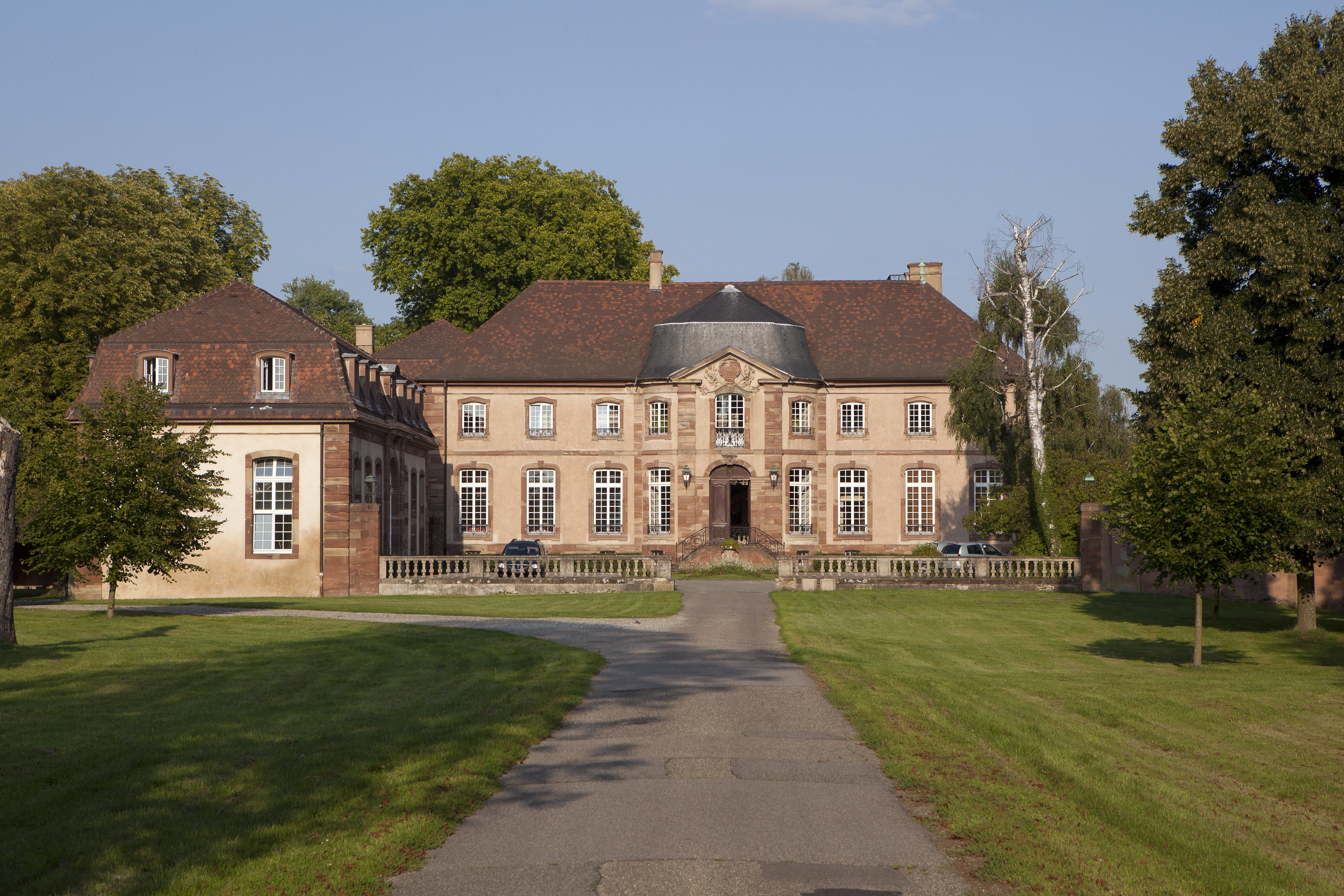
Шато
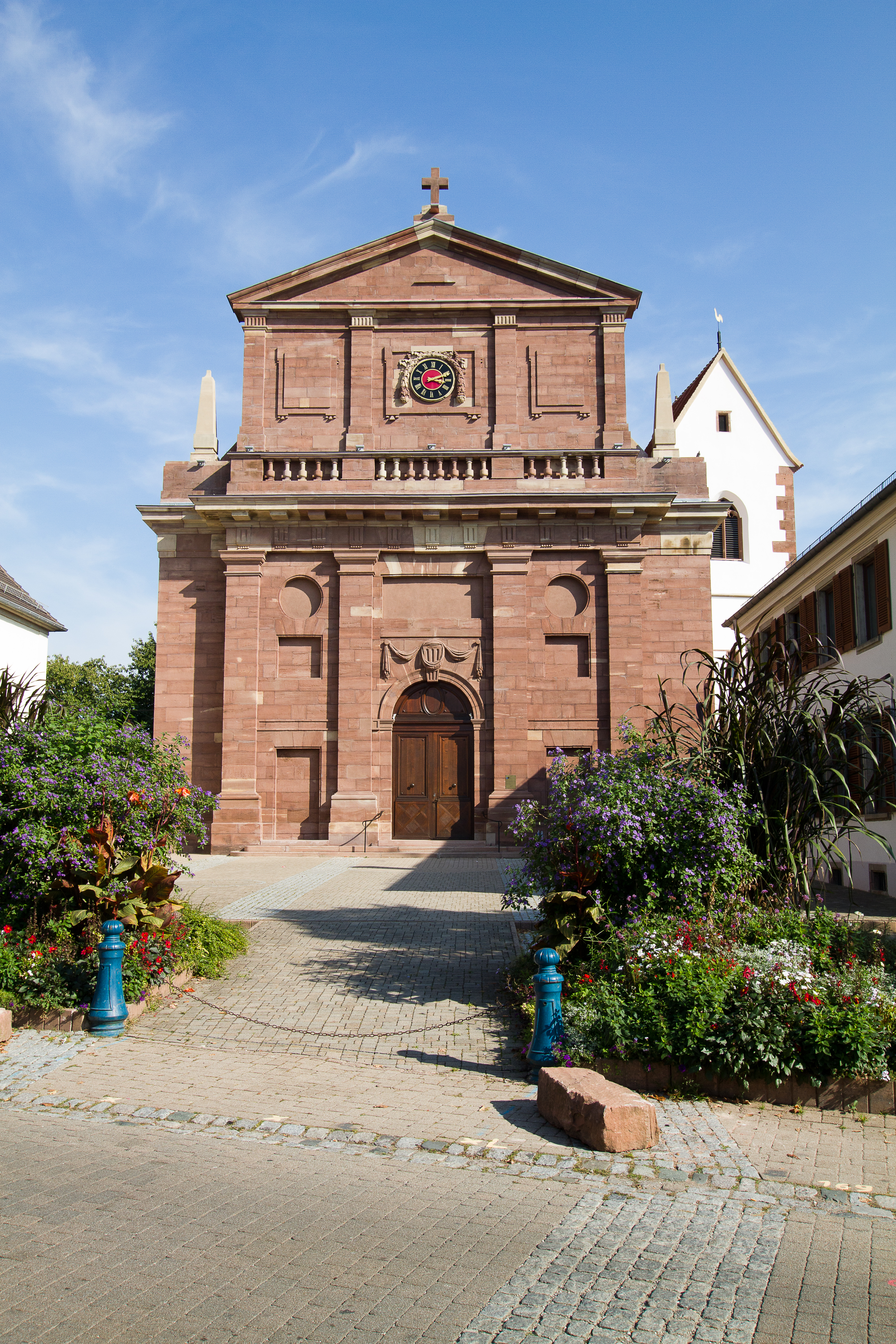
Протестантская церковь

## Персоналии
- Ринг, Максимилиан де (1799—1873) — франко-немецкий археолог и историк.